# الصليب الأحمر البريطاني
الصليب الأحمر البريطاني (بالإنجليزية:British Red Cross)، هي جمعية طبية بريطانية أسست سنة 1863م، يبلغ عدد موظفيها نحو 2,600 موظف و31 ألف متبرع.

## المصدر
1. ↑  "British Red Cross". Guide Star. مؤرشف من الأصل في 2019-12-11.

## وصلات خارجية
- الموقع الرسمي
- Registered Charity No. 220949